# Technika farra
Technika Farra – metoda radioimmunologiczna fazy płynnej w której reagują przeciwciała ze znanym znakowanym antygenem. Metoda ta polega na wytrąceniu radioimmunologicznych kompleksów za pomocą 40% siarczanu amonu i dokonaniu pomiaru radioaktywności. Metoda ta była wykorzystywana do pomiary całkowitej zawartości przeciwciał w surowicy.